# Aeolis Mons
El Mont Sharp, oficialment Aeolis Mons, és una muntanya de Mart que es troba a les coordenades 5° 05′ S, 137° 51′ E / 5.08°S,137.85°E. Forma el pic central dins del cràter Gale i presenta una alçada de 5,5 quilòmetres des del fons de la vall del cràter.

## Exploració
El 6 d'agost de 2012, el rover Curiosity (que pertany a la missió Mars Science Laboratory) va aterrar a la plana Aeolis Palus, vora el Mont Aeolis. La NASA va anomenar el lloc d'aterratge Bradbury Landing. Aeolis Mons era un objectiu primari per estudis científics al planeta vermell. El 5 de juny de 2013, la NASA anuncià que el rover Curiosity iniciaria un viatge de 8 quilòmetres des de la zona de Glenelg fins a la base del Mont Aeolis. L'11 de setembre de 2014 la NASA anuncià que el Curiosity havia arribat al la seva primera destinació a llarg termini: l'Aeolis Mons.
| Curiosity a l'Aeolis Mons                                                                    |
| -------------------------------------------------------------------------------------------- |
| Selfie del rover Curiosity on s'aprecia l'Aeolis Mons, autoretrat fet el 31 de gener de 2015 |